# 6 września
6 września jest 249. (w latach przestępnych 250.) dniem w kalendarzu gregoriańskim. Do końca roku pozostaje 116 dni.

## Święta
- Imieniny obchodzą: Albin, Aleksja, Amoniusz, Bertrand, Bogdana, Bolemir, Donacjan, Eleuteria, Eleuteriusz, Eleutery, Eugenia, Eugeniusz, Ewa, Faust, German, Gundolf, Liberat, Magnus, Manswet, Michał, Onezyfor, Petroniusz, Uniewit, Zachariasz i Zachary
- Bułgaria – Dzień Zjednoczenia
- Eswatini – Święto Niepodległości
- Wspomnienia i święta w Kościele katolickim[1][2] obchodzą:
  - św. Beata z Sens (męczennica)
  - św. Bertrand z Garrigi (zm. 1233; prezbiter i zakonnik)
  - św. Magnus z Füssen (biskup misyjny)
  - św. Onezyfor (uczeń św. Pawła)

## Wydarzenia w Polsce
- 1345 – Wojna polsko-czeska: w Pyzdrach został zawarty rozejm między królem Czech Janem Luksemburskim a królem Polski Kazimierzem III Wielkim i księciem świdnickim Bolkiem II Małym.
- 1503 – Król Polski i wielki książę litewski Aleksander Jagiellończyk wydał zgodę na budowę murów obronnych Wilna.
- 1704 – W trakcie wojny domowej wspierające Stanisława Leszczyńskiego wojska szwedzkie dowodzone przez króla Karola XII zajęły Lwów. Miasto wykupiło się za 130 tys. talarów kontrybucji.
- 1771 – Zwycięstwo Konfederatów barskich w bitwie pod Antopolem na Polesiu.
- 1788 – W Starej Pomarańczarni w warszawskich Łazienkach Królewskich otwarto Teatr Stanisławowski.
- 1790 – Sejm Czteroletni przyjął uchwałę o niepodzielności ziem Rzeczypospolitej.
- 1794 – Insurekcja kościuszkowska: zakończyło się nieudane rosyjsko-pruskie pierwsze oblężenie Warszawy.
- 1831 – Powstanie listopadowe: rozpoczął się rosyjski szturm na Warszawę.
- 1863 – Powstanie styczniowe: porażka powstańców w bitwie na Sowiej Górze.
- 1920 – Wojna polsko-bolszewicka: zwycięstwo wojsk polskich w bitwie pod Hrubieszowem.
- 1926 – Michał Grażyński został wojewodą śląskim.
- 1933 – Założono Okocimski Klub Sportowy Brzesko.
- 1939 – Kampania wrześniowa:
  - Bitwa obronna i wkroczenie wojsk niemieckich do Starachowic.
  - Rozpoczęto formowanie Robotniczej Brygady Obrony Warszawy.
  - Wojska niemieckie zajęły Kraków.
  - Zwycięstwa Niemców w bitwie pod Borową Górą i pod Tomaszowem Mazowieckim.
- 1941 – Niemcy utworzyli getto żydowskie w Wilnie.
- 1943 – W bitwie we wsi Przyrzecze oddział por. Kazimierza Filipowicza ps. „Korda” z 27. Wołyńskiej Dywizji Piechoty AK odniósł zwycięstwo nad 150 osobowym oddziałem UPA.
- 1944:
  - 37. dzień powstania warszawskiego: ciężkie walki na Powiślu.
  - Armia Czerwona zajęła Ostrołękę.
  - PKWN wydał dekret o reformie rolnej, nacjonalizujący majątki większe niż 50 ha.
- 1959 – Premiera filmu psychologicznego Pociąg w reżyserii Jerzego Kawalerowicza.
- 1967 – Prezydent Francji Charles de Gaulle rozpoczął tygodniową wizytę w Polsce.
- 1968 – Premiera filmu historycznego Hrabina Cosel w reżyserii Jerzego Antczaka.
- 1973 – Warszawskie Zakłady Telewizyjne wyprodukowały pierwsze polskie telewizory kolorowe marki Jowisz.
- 1976 – Premiera polsko-brytyjskiego dramatu psychologicznego Smuga cienia w reżyserii Andrzeja Wajdy.
- 1980 – Stanisław Kania został I sekretarzem KC PZPR.
- 1992 – Dariusz Baranowski wygrał 49. Tour de Pologne.
- 2001 – Sejm RP przyjął ustawę powołującą Inspekcję Transportu Drogowego.
- 2006 – Na lotnisku Okęcie zatrzymano opozycyjnego kirgiskiego polityka Ömürbeka Tekebajewa, w którego bagażu odkryto heroinę.
- 2012 – Prezydent RP Bronisław Komorowski ratyfikował Konwencję o prawach osób niepełnosprawnych.
- 2015 – Odbyło się referendum ogólnokrajowe, dotyczące wprowadzenia jednomandatowych okręgów wyborczych w wyborach do Sejmu, stosunku do dotychczasowego sposobu finansowania partii politycznych z budżetu państwa oraz interpretacji zasad prawa podatkowego w razie wątpliwości na korzyść podatnika. Z powodu frekwencji nieprzekraczającej 50% wynik referendum nie był wiążący.

## Wydarzenia na świecie

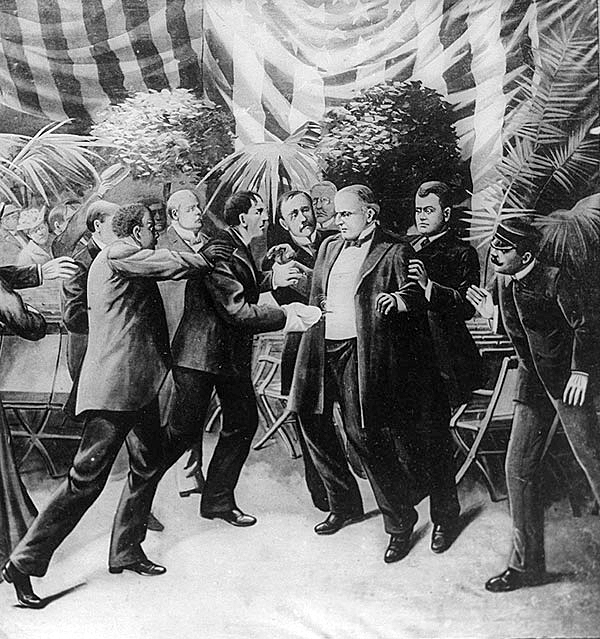
Leon Czolgosz strzela do prezydenta Williama McKinleya (1901)

- 775 p.n.e. – Chińscy astronomowie odnotowali najstarsze w historii zaćmienie Słońca.
- 394 – W bitwie nad rzeką Frigidus Teodozjusz I Wielki pokonał wojska uzurpatora Eugeniusza, po raz ostatni jednocząc Cesarstwo rzymskie.
- 1442 – W bitwie nad rzeką Jałomnicą János Hunyady pokonał przeważające wojska tureckie.
- 1450 – Wojna polsko-mołdawska: pod Krasną polskie pospolite ruszenie poniosło klęskę w bitwie z wojskami hospodara Bogdana II.
- 1478 – Przyszły król Danii, Norwegii i Szwecji Jan Oldenburg ożenił się z księżniczką saską Krystyną.
- 1496 – W holenderskim mieście Delft po 100 latach zakończono budowę (obecnie protestanckiego) kościoła Nieuwe Kerk.
- 1522 – Do portu San Lucar w Hiszpanii wpłynął okręt „Victoria”, jedyny z ekspedycji Ferdynanda Magellana i jednocześnie pierwszy w historii, który opłynął Ziemię.
- 1581 – Wojny inflanckie: wojska szwedzkie zdobyły Narwę i dokonały masakry jej rosyjskich obrońców i mieszkańców.
- 1622 – Należący do tzw. Srebrnej Floty hiszpański galeon „Nuestra Señora de Atocha” zatonął w czasie huraganu u wybrzeży Florydy wraz ze znacznym ładunkiem srebra i innych kosztowności.
- 1632 – Powstała diecezja bagdadzka.
- 1634 – Wojna trzydziestoletnia: zwycięstwo wojsk cesarsko-habsburskich nad szwedzkimi i ich protestanckimi sojusznikami z Niemiec w I bitwie pod Nördlingen.
- 1647 – Angielska wojna domowa: Oliver Cromwell po raz pierwszy zajął Londyn.
- 1652 – I wojna angielsko-holenderska: zwycięstwo floty holenderskiej w bitwie morskiej pod Elbą.
- 1688 – V wojna austriacko-turecka: wojska austriackie po 167 latach tureckiej okupacji wyzwoliły Belgrad.
- 1724 – Filip V został po raz drugi królem Hiszpanii.
- 1746 – Wojna o sukcesję austriacką: wojska austriackie zdobyły Genuę.
- 1761 – Poświęcono kościół św. Krzyża w czeskim Libercu.
- 1776 – Ponad 6 tys. osób zginęło po przejściu huraganu nad Gwadelupą.
- 1785 – Na mocy dekretu księcia Herkulesa III d’Este zniesiono inkwizycję w Księstwie Modeny i Reggio.
- 1791:
  - Cesarz rzymski Leopold II Habsburg został koronowany w Pradze na króla Czech.
  - W Teatrze Stanowym w Pradze odbyła się premiera opery Łaskawość Tytusa Wolfganga Amadeusa Mozarta.
- 1813 – VI koalicja antyfrancuska: Królewska Armia Pruska pokonała armię francuską i sprzymierzonych z nią Sasów w bitwie pod Dennewitz.
- 1815 – Simón Bolívar napisał tzw. List z Jamajki, w którym zaproponował utworzenie federacji lub konfederacji krajów Ameryki Łacińskiej.
- 1836 – Louis-Mathieu Molé został premierem Francji.
- 1849 – Powstanie węgierskie: wojska austriackie zdobyły po oblężeniu twierdzę Petrovaradin.
- 1867 – Kanadyjski astronom James Craig Watson odkrył planetoidę (94) Aurora.
- 1885 – Turecka prowincja Rumelia Wschodnia została zajęta przez wojska bułgarskie. Nastąpiło zjednoczenie Bułgarii.
- 1890 – W Dublinie założono klub piłkarski Bohemian F.C.
- 1899 – Sekretarz stanu USA John Hay zaproponował stosowanie tzw. polityki otwartych drzwi wobec Chin.
- 1901:
  - Prezydent USA William McKinley został postrzelony na Wystawie Panamerykańskiej w Buffalo przez anarchistę polskiego pochodzenia Leona Czołgosza, wskutek czego 8 dni później zmarł w szpitalu.
  - Uruchomiono komunikację tramwajową w słoweńskiej Lublanie.
- 1902 – Założono argentyński klub piłkarski Estudiantil Porteño Ciudadela.
- 1913 – W Londynie otwarto Arsenal Stadium.
- 1916 – I wojna światowa: zwycięstwo wojsk bułgarskich nad rumuńskimi w bitwie pod Turtucaią.
- 1917 – Ukazało się pierwsze wydanie litewskiego dziennika „Lietuvos aidas”.
- 1928 – Uformował się huragan Okeechobee, który w następnych dniach zabił ponad 4 tys. osób na Karaibach i wschodnim wybrzeżu USA.
- 1930 – W Argentynie generał José Félix Benito Uriburu obalił prezydenta Hipólito Yrigoyena i zajął jego miejsce.
- 1932 – W Hiszpanii zniesiono karę śmierci i dożywotnie pozbawienie wolności.
- 1936 – W Rambouillet podpisano układ o udzieleniu pożyczki francuskiej na uzbrojenie polskiej armii.
- 1939 – Związek Południowej Afryki wypowiedział wojnę Niemcom.
- 1940 – Król Rumunii Karol II abdykował na rzecz swego syna Michała I.
- 1941:
  - Bitwa o Atlantyk: u wybrzeży Norwegii brytyjskie krążowniki HMS "Nigeria" i HMS "Aurora" zatopiły niemiecki szkolny okręt artyleryjski „Bremse”, w wyniku czego zginęło 160 członków załogi.
  - II wojna chińsko-japońska: rozpoczęła się bitwa pod Changsha.
  - W Paryżu powstała Polska Organizacja Walki o Niepodległość.
- 1943 – 79 osób zginęło, a 117 zostało rannych w wyniku wykolejenia pociągu ekspresowego pod Filadelfią w Pensylwanii.
- 1944:
  - Bułgaria wypowiedziała wojnę III Rzeszy.
  - Front zachodni: 1 Dywizja Pancerna dowodzona przez gen. Stanisława Maczka wyzwoliła Ieper (Ypres) w Belgii.
- 1945 – W Tokio został aresztowany przez Amerykanów i następnie wydany Polsce zbrodniarz nazistowski Josef Meisinger, były dowódca Einsatzgruppe IV i szef SD oraz SiPo w Warszawie.
- 1946 – Radziecka ekspedycja zdobyła Szczyt Karola Marksa (6726 m n.p.m.) w paśmie Pamiru w Tadżykistanie.
- 1947 – Z pokładu amerykańskiego lotniskowca USS „Midway” została wystrzelona rakieta V-2, co było pierwszym w historii startem pocisku balistycznego z platformy mobilnej.
- 1948:
  - Juliana wstąpiła na tron Holandii.
  - Premiera brytyjskiego filmu muzycznego Czerwone trzewiki w reżyserii Emerika Pressburgera i Michaela Powella.
- 1949 – W Camden w New Jersey 28-letni weteran wojenny Howard Unruh zastrzelił 13 i zranił 2 osoby. Po aresztowaniu został uznany za niepoczytalnego i do śmierci w 2009 roku przebywał w szpitalu psychiatrycznym.
- 1951 – W Lizbonie podpisano portugalsko-amerykańskie porozumienie o udostępnieniu wojskom NATO baz lotniczych i morskich na Azorach.
- 1952 – W Montrealu CBS uruchomiła pierwszy w Kanadzie (francuskojęzyczny) kanał telewizyjny, a dwa dni później w Toronto kanał anglojęzyczny.
- 1953 – W RFN odbyły się wybory do Bundestagu.
- 1954 – Premiera włoskiego filmu La strada w reżyserii Federico Felliniego.
- 1955:
  - Szukri al-Kuwatli został po raz drugi prezydentem Syrii.
  - W Stambule wybuchły dwudniowe zamieszki skierowane przeciw 100-tysięcznej mniejszości greckiej, w których zginęło kilkanaście osób i zniszczonych zostało 4 tysiące greckich sklepów i tysiąc domów.
- 1960:
  - Léopold Sédar Senghor został prezydentem Senegalu.
  - Podczas XVII Letnich Igrzysk Olimpijskich w Rzymie Józef Szmidt zdobył złoty medal w trójskoku.
- 1961:
  - Afganistan i Pakistan zerwały stosunki dyplomatyczne w związku ze sporem o Pasztunistan.
  - W Belgradzie zakończyła się pierwsza konferencja Ruchu Państw Niezaangażowanych.
- 1965:
  - Wojna indyjsko-pakistańska: armia indyjska dokonała inwazji na Pakistan w odwecie za pakistańskie operacje w Kaszmirze.
  - W Hagen rozpoczął się proces załogi obozu zagłady w Sobiborze.
- 1966 – Premier RPA Hendrik Frensch Verwoerd został zasztyletowany w budynku parlamentu w Kapsztadzie.
- 1968 – Suazi uzyskało niepodległość (od Wielkiej Brytanii).
- 1970:
  - Na niemieckiej wyspie Fehmarn odbył się ostatni koncert Jimiego Hendriksa.
  - Palestyńscy terroryści z Ludowego Frontu Wyzwolenia Palestyny porwali trzy samoloty lecące z Nowego Jorku do Brukseli, Frankfurtu nad Menem i Zurychu. Wszystkie maszyny zostały następnie wysadzone w powietrze na lotniskach w Egipcie i Jordanii.
- 1971 – 22 osoby zginęły, a 99 zostało rannych w wyniku awaryjnego lądowania samolotu BAC One-Eleven linii Paninternational na autostradzie A-7 pod Hamburgiem.
- 1972:
  - Masakra w Monachium: krótko po północy, podczas nieudanej policyjnej próby odbicia zakładników, palestyńscy terroryści zabili 9 uprowadzonych członków izraelskiej ekipy olimpijskiej (4 zawodników, 3 trenerów i 2 sędziów) znajdujących się w 2 helikopterach, którymi przywieziono ich na lotnisko wojskowe w Fürstenfeldbruck. W strzelaninie zginął też jeden z funkcjonariuszy oraz 5 terrorystów, a pozostali 3 zostali ujęci.
  - W wyniku napadu 5 uzbrojonych napastników na pole golfowe Fountain Valley na wyspie Saint Croix (Wyspy Dziewicze Stanów Zjednoczonych) zginęło 8 osób, a kolejnych 8 zostało rannych.
- 1974 – Bill Rowling został premierem Nowej Zelandii.
- 1975 – 2385 osób zginęło (w większości w mieście Lice) w trzęsieniu ziemi w tureckiej prowincji Diyarbakır.
- 1976 – Starszy porucznik Wiktor Bielenko uciekł myśliwcem MiG-25 do Japonii.
- 1978 – Park Narodowy Mesa Verde w Kolorado został wpisany na Listę Światowego Dziedzictwa UNESCO.
- 1982 – Grupa uzbrojonych Polaków zajęła ambasadę PRL w stolicy Szwajcarii Bernie, biorąc personel jako zakładników.
- 1983 – ZSRR przyznał się do zestrzelenia południowokoreańskiego samolotu z 269 osobami na pokładzie.
- 1984 – Premiera filmu Amadeusz w reżyserii Miloša Formana.
- 1986 – Dwaj palestyńscy terroryści wdarli się do synagogi Neve Shalom w Stambule otwierając ogień z broni maszynowej do modlących się Żydów, w wyniku czego zginęły 22 osoby, a 3 zostały ranne.
- 1991:
  - Donald Kalpokas został premierem Vanuatu.
  - Leningrad został przemianowany na Petersburg.
  - Około 100 osób zginęło w wyniku zderzenia pociągów w Kongo.
  - Rada Państwa ZSRR uznała niepodległość Litwy, Łotwy i Estonii.
  - Weszło w życie zawieszenie broni między rządem marokańskim a Frontem Polisario.
- 1993 – W Rosji przeprowadzono strajk ostrzegawczy górników ze 119 kopalń.
- 1996 – Królowa Holandii Beatrycze dokonała otwarcia mostu Erasmusbrug w Rotterdamie.
- 1997:
  - Odbył się pogrzeb księżnej Diany.
  - Rozpoczął się pierwszy kongres Młodego Frontu, międzynarodowego ruchu młodzieży białoruskiej, oficjalnie zarejestrowanego w Czechach.
- 1998 – Edward Fenech Adami został po raz drugi premierem Malty.
- 2000 – W siedzibie ONZ w Nowym Jorku rozpoczął się Szczyt Milenijny.
- 2002 – Iajuddin Ahmed został prezydentem Bangladeszu.
- 2006 – W japońskiej rodzinie cesarskiej urodził się pierwszy od ponad 40 lat chłopiec – książę Hisahito.
- 2007:
  - Izraelskie lotnictwo zniszczyło instalacje nuklearne w Dajr az-Zaur w Syrii.
  - Padła „inteligentna” amerykańska papuga żako Alex.
- 2008:
  - 119 osób zginęło w Kairze w wyniku osunięcia skał i runięcia 50 budynków, w tym 6-piętrowego domu mieszkalnego.
  - Asif Ali Zardari został wybrany przez Kolegium Elekcyjne na urząd prezydenta Pakistanu.
  - Co najmniej 35 osób zginęło w zamachu na posterunek policji w pakistańskim Peszawarze.
  - Prezydent Turcji Abdullah Gül, przy okazji meczu piłkarskiego między reprezentacjami obu krajów, złożył pierwszą w historii wizytę na tym szczeblu w Armenii.
  - W Glasgow odbył się finał 2. Konkursu Tańca Eurowizji, który wygrali reprezentanci Polski Edyta Herbuś i Marcin Morczek.
- 2009 – 6 Koreańczyków z południa utonęło w wyniku nagłego spuszczenia wody z zapory na rzece Imjin przez stronę północnokoreańską.
- 2010 – 19 osób zginęło, a 34 zostały ranne w samobójczym zamachu bombowym w pakistańskim mieście Lakki Marwat.
- 2012 – Sudański konflikt graniczny: w bitwie w regionie Dżabal Marra w Darfurze Północnym zginęło 77 rebeliantów Sudańskiego Frontu Rewolucyjnego i 85 sudańskich żołnierzy rządowych.
- 2013 – Prezydent Epeli Nailatikau promulgował nową konstytucję Fidżi.
- 2017 – Papież Franciszek rozpoczął podróż apostolską do Kolumbii.
- 2018 – 44 osoby zginęły, a 660 zostało rannych w trzęsieniu ziemi na japońskiej wyspie Hokkaido.
- 2022:
  - Inwazja Rosji na Ukrainę: rozpoczęła się ukraińska kontrofensywa w obwodzie charkowskim.
  - Liz Truss objęła urząd premiera Wielkiej Brytanii.

## Eksploracja kosmosu
- 2019 – Wysłany przez Indyjską Organizację Badań Kosmicznych w ramach misji Chandrayaan-2 lądownik Vikram z łazikiem Pragyan na pokładzie rozbił się o powierzchnię Księżyca.

## Urodzili się
- 1475 – Sebastiano Serlio, włoski architekt, teoretyk architektury, malarz (zm. 1554)
- 1517 – Francisco de Holanda, portugalski humanista, malarz (zm. 1585)
- 1574 – Ludwik Sotelo, hiszpański franciszkanin, misjonarz, męczennik, błogosławiony (zm. 1624)
- 1610 – Franciszek I d’Este, książę Modeny i Reggio (zm. 1658)
- 1620 – Isabella Leonarda, włoska kompozytorka (zm. 1704)
- 1633 – Sebastian Knüpfer, niemiecki kompozytor (zm. 1676)
- 1644 – (data chrztu) Juan Cabanilles, hiszpański duchowny katolicki, kompozytor, organista (zm. 1712)
- 1656 – Guillaume Dubois, francuski kardynał, dyplomata, polityk (zm. 1723)
- 1666 – Iwan V Romanow, car Rosji (zm. 1696)
- 1695 – Jan Adolf Brühl, królewsko-polski i elektorsko-saski masztalerz i szambelan (zm. 1742)
- 1729 – Moses Mendelssohn, niemiecki filozof pochodzenia żydowskiego (zm. 1786)
- 1747 – Ludwik Aleksander de Penthièvre, francuski arystokrata (zm. 1768)
- 1748 – Michał Bergonzoni, polski lekarz pochodzenia włoskiego (zm. 1819)
- 1750 – Johann Oestreich, niemiecki przedsiębiorca, mecenas edukacji (zm. 1833)
- 1751 – Luigi Pandolfi, włoski kardynał (zm. 1824)
- 1757 – Marie Joseph de La Fayette, francuski arystokrata, generał, polityk, uczestnik wojny o niepodległość Stanów Zjednoczonych (zm. 1834)
- 1766 – John Dalton, brytyjski chemik (zm. 1844)
- 1769 – Bohuslav Tablic, słowacki poeta, historyk literatury, tłumacz (zm. 1832)
- 1773 – Ludwig Hayden, holenderski admirał w służbie rosyjskiej (zm. 1850)
- 1781 – Anton Diabelli, austriacki kompozytor (zm. 1858)
- 1787 – Emilia de Rodat, francuska zakonnica, święta (zm. 1852)
- 1788 – Friedrich Wilhelm von Schadow, niemiecki malarz (zm. 1862)
- 1789:
  - Augustyn Brzeżański, polski pułkownik, uczestnik powstania listopadowego (zm. 1855)
  - Teodor Torosiewicz, polski farmaceuta, balneochemik (zm. 1876)
- 1792 – Mario Mattei, włoski kardynał (zm. 1870)
- 1794 – Augustyn Żdżarski, polski poeta, prozaik, dramaturg, tłumacz, historyk literatury, pedagog (zm. 1845)
- 1795 – Achille Baraguey d’Hilliers, francuski generał, marszałek Francji (zm. 1878)
- 1801 – Michał Starzewski, polski szermierz, uczestnik powstania listopadowego (zm. 1894)
- 1802 – Alcide d’Orbigny, francuski geolog, paleontolog, zoolog (zm. 1857)
- 1804 – Maria Fryderyka z Hesji-Kassel elektorówna Hesji, księżna Saksonii-Meiningen i Hildburghausen (zm. 1888)
- 1808 – Abd al-Kadir, emir Algierii (zm. 1883)
- 1809:
  - Bruno Bauer, niemiecki teolog, filozof, historyk (zm. 1882)
  - Friedrich Wilhelm Clausewitz, niemiecki wojskowy, prezydent gdańskiej policji (zm. 1881)
- 1814 – George-Étienne Cartier, kanadyjski polityk (zm. 1873)
- 1817:
  - Alexander Tilloch Galt, kanadyjski polityk (zm. 1893)
  - Mihail Kogălniceanu, rumuński historyk, publicysta, polityk, premier Rumunii (zm. 1891)
- 1819:
  - Carl Ferdinand Pohl, niemiecki organista, kompozytor, bibliotekarz, pisarz muzyczny (zm. 1887)
  - William Rosecrans, amerykański generał major, polityk, dyplomata, wynalazca (zm. 1898)
- 1820 – Frederick Seymour, brytyjski administrator kolonialny (zm. 1869)
- 1823 – Ludwik Karol Teichmann, polski anatom (zm. 1895)
- 1824 – Hiram Berdan, amerykański generał, strzelec wyborowy, inżynier (zm. 1893)
- 1825 – Giovanni Fattori, włoski malarz (zm. 1908)
- 1829 – Maria Zakrzewska, amerykańska lekarka, feministka, abolicjonistka pochodzenia polskiego (zm. 1902)
- 1830 – Jan Berger, czeski muzyk, pedagog (zm. 1903)
- 1834 – Hieronim Władysław Kieniewicz, polski inżynier, członek władz powstania styczniowego (zm. 1864)
- 1835:
  - Émile Combes, francuski polityk (zm. 1921)
  - Jeremiah Curtin, amerykański prawnik, tłumacz (zm. 1906)
- 1836 – John Atkinson Grimshaw, brytyjski malarz (zm. 1893)
- 1837 – Charles-Joseph Bouchard, francuski patolog (zm. 1915)
- 1838 – Eleanor C. Donnelly, amerykańska poetka (zm. 1917)
- 1842 – Edmund Radziwiłł, polski książę, duchowny katolicki, polityk, publicysta (zm. 1895)
- 1843 – Aleksandar Bresztyenszky, chorwacki naukowiec, polityk (zm. 1904)
- 1845 – William McCarty Little, amerykański komandor (zm. 1915)
- 1847 – Wiktor II Amadeusz von Ratibor, książę raciborski i Corvey (zm. 1923)
- 1849 – Karol Durski-Trzaska, polski generał broni (zm. 1935)
- 1850 – Leon-Adolphe Amette, francuski duchowny katolicki, arcybiskup Paryża, kardynał (zm. 1920)
- 1851 – Rowland Prothero, brytyjski pisarz, polityk (zm. 1937)
- 1852 – Schalk Willem Burger, burski wojskowy, polityk (zm. 1918)
- 1854:
  - Max Wladimir von Beck, austriacki polityk, premier Austrii (zm. 1943)
  - Georges Picquart, francuski wojskowy, polityk (zm. 1914)
- 1855 – Julius LeBlanc Stewart, amerykański malarz (zm. 1919)
- 1857:
  - Lestocq Erskine, szkocki tenisista (zm. 1916)
  - John B. Kendrick, amerykański polityk, senator (zm. 1933)
- 1858 – Tomasz Drobnik, polski chirurg, działacz społeczny (zm. 1901)
- 1859 – Felicja Łączkowska, polska nauczycielka działaczka społeczna i oświatowa (zm. 1932)
- 1860 – Jane Addams, amerykańska działaczka społeczna, laureatka Pokojowej Nagrody Nobla (zm. 1935)
- 1861:
  - William Lane, australijski dziennikarz, działacz robotniczy, utopista (zm. 1917)
  - Antoni Xiężopolski, polski inżynier kolejnictwa, konstruktor parowozów, wykładowca akademicki (zm. 1951)
- 1866 – Feliks Chwalibóg, polski literat, filozof, publicysta, aforysta (zm. 1930)
- 1867 – Franciszek Brzeziński, polski prawnik, urzędnik konsularny, kompozytor (zm. 1944)
- 1868 – Heinrich Häberlin, szwajcarski polityk, prezydent Szwajcarii (zm. 1947)
- 1869 – Felix Salten, austriacki pisarz pochodzenia żydowskiego (zm. 1945)
- 1870:
  - Frederick G. Donnan, irlandzki chemik (zm. 1956)
  - Élie Halévy, francuski historyk, filozof (zm. 1937)
  - Stanisław Stanisławski, polski aktor, reżyser teatralny (zm. 1941)
- 1872 – Gerhard von Mutius, niemiecki filozof, dyplomata (zm. 1934)
- 1875 – Richard Kuenzer, niemiecki prawnik, dyplomata, działacz opozycji antynazistowskiej (zm. 1945)
- 1876:
  - John Macleod, szkocki fizjolog, laureat Nagrody Nobla (zm. 1935)
  - Fakunda Margenat, hiszpańska zakonnica, męczennica, błogosławiona (zm. 1936)
  - Wilhelm Prager, niemiecki reżyser filmowy (zm. 1955)
  - Michał Wyrostek, polski prawnik, adwokat, wojskowy, polityk, senator RP (zm. 1953)
- 1877 – Buddy Bolden, amerykański muzyk jazzowy (zm. 1931)
- 1879:
  - Max Schreck, niemiecki aktor (zm. 1936)
  - Joseph Wirth, niemiecki polityk, kanclerz Niemiec (zm. 1956)
- 1880:
  - Felix Huch, niemiecki pisarz (zm. 1952)
  - Leon Konstanty Radziwiłł, polski książę, oficer armii francuskiej (zm. 1927)
- 1882 – William Passmore, amerykański zawodnik lacrosse (zm. 1955)
- 1883 – Stanisław Pławski, polski polityk, poseł na Sejm RP (zm. 1950)
- 1884 – Sven Elvestad, norweski pisarz, dziennikarz (zm. 1934)
- 1885:
  - Franz Theodor Csokor, austriacki prozaik, dramaturg (zm. 1969)
  - Otto Kruger, amerykański aktor (zm. 1974)
  - Dimitrios Lundras, grecki gimnastyk, admirał (zm. 1970)
- 1886 – Władysław Stein-Krajewski, polski działacz komunistyczny, publicysta pochodzenia żydowskiego (zm. 1937)
- 1887 – Stefan Libiszowski, polski ziemianin, polityk, poseł na Sejm RP (zm. 1964)
- 1888:
  - Joseph P. Kennedy Sr., amerykański przedsiębiorca, polityk, dyplomata pochodzenia irlandzkiego (zm. 1969)
  - Adam Massinger, niemiecki astronom (zm. 1914)
- 1890:
  - Włodzimierz Arwaniti, polski pułkownik artylerii (zm. 1940)
  - František Ježek, czechosłowacki polityk (zm. 1969)
- 1891:
  - Saša Rašilov, czeski aktor (zm. 1955)
  - Yrjö Väisälä, fiński geodeta, astronom, esperantysta (zm. 1971)
- 1892:
  - Edward Victor Appleton, brytyjski fizyk, laureat Nagrody Nobla (zm. 1965)
  - Ludwik Wilczyński, polski major piechoty (zm. po 1945)
- 1893:
  - John W. Bricker, amerykański polityk, senator (zm. 1986)
  - Ludwik Pudło, polski polityk, burmistrz Żelechowa (zm. 1942)
- 1894:
  - Carl Grossberg, niemiecki malarz (zm. 1940)
  - Roy Glenwood Spurling, amerykański neurochirurg (zm. 1968)
- 1895:
  - Walter Dornberger, niemiecki generał (zm. 1980)
  - Wacław Kęsicki, polski starszy sierżant (zm. 1939)
  - Edward Szymański, polski politolog, działacz narodowy na Mazurach, polityk, poseł na Sejm Ustawodawczy (zm. 1966)
- 1896:
  - Mario Praz, włoski krytyk literacki, eseista (zm. 1982)
  - Karl August Wittfogel, niemiecko-amerykański historyk, geopolityk, ekonomista (zm. 1988)
- 1897:
  - Marian Jastrzębski, polski aktor (zm. 1985)
  - Marian Kozielewski, polski oficer policji, komendant warszawski Policji Polskiej Generalnego Gubernatorstwa (zm. 1964)
  - Klemens Vismara, włoski duchowny katolicki, misjonarz, błogosławiony (zm. 1988)
- 1900:
  - Wyłko Czerwenkow, bułgarski polityk, premier Bułgarii, I sekretarz Bułgarskiej Partii Komunistycznej (zm. 1980)
  - Julien Green, francuski pisarz katolicki pochodzenia amerykańskiego (zm. 1998)
  - Jerzy Maurycy Modlinger, polski podpułkownik, prokurator wojskowy pochodzenia żydowskiego (zm. 1983)
  - Jacques Moeschal, belgijski piłkarz (zm. 1956)
- 1901:
  - Jewtichij Biełow, radziecki generał porucznik (zm. 1940)
  - Bohdan Dobrzański, polski rotmistrz (zm. 1940)
  - Leon Jankowski, polski pułkownik broni pancernych (zm. 1975)
- 1902 – Sylvanus Olympio, togijski przedsiębiorca, polityk, pierwszy prezydent Togo (zm. 1963)
- 1903:
  - Karol Hanke, polski piłkarz, lekarz (zm. 1964)
  - Pál Kadosa, węgierski kompozytor (zm. 1983)
- 1904 – Maria Krüger, polska autorka literatury dziecięcej, dziennikarka (zm. 1999)
- 1905 – Walter Müller, niemiecki fizyk (zm. 1979)
- 1906:
  - Luis Federico Leloir, argentyński lekarz, biochemik, laureat Nagrody Nobla (zm. 1987)
  - Stanisław Nowosielski, polski fizyk, radioelektronik (zm. 1976)
  - Dolly Wagner, austriacka lekkoatletka, sprinterka i skoczkini w dal (zm. ?)
- 1907:
  - John Adelbert Kelley, amerykański lekkoatleta, maratończyk (zm. 2004)
  - Maurice Kendall, brytyjski statystyk (zm. 1983)
- 1908:
  - Sydor Rey, polski prozaik, poeta (zm. 1979)
  - Korczak Ziółkowski, amerykański rzeźbiarz pochodzenia polskiego (zm. 1982)
- 1909:
  - Michael Gordon, amerykański reżyser filmowy (zm. 1993)
  - Edward Hartwig, polski fotograf (zm. 2003)
  - Severino Minelli, szwajcarski piłkarz, trener (zm. 1994)
- 1910:
  - Katia Bakalinskaja, izraelska tancerka, pedagog (zm. 1998)
  - Anna Malec, polska śpiewaczka ludowa (zm. 1991)
- 1911 – Jerzy Damsz, polski pilot wojskowy i sportowy (zm. 1987)
- 1912:
  - Michele Andreolo, urugwajsko-włoski piłkarz (zm. 1981)
  - Franciszek Ciupka, polski działacz polonijny, samorządowiec (zm. 1989)
  - Paul Henry, belgijski piłkarz (zm. 1989)
  - Zenon Jaruga, polski piosenkarz (zm. 2004)
- 1913:
  - Gustave Danneels, belgijski kolarz szosowy i torowy (zm. 1976)
  - Henri Disy, belgijski piłkarz wodny (zm. 1989)
  - Julie Gibson, amerykańska piosenkarka, aktorka (zm. 2019)
  - Wasilis Gulandris, grecki armator, filantrop, kolekcjoner dzieł sztuki (zm. 1994)
  - Józef Kachel, polski działacz harcmistrz, polityk, poseł na Sejm PRL (zm. 1983)
  - Leônidas, brazylijski piłkarz (zm. 2004)
  - Jan Nawrocki, polski szpadzista (zm. 1985)
  - Władimir Peller, radziecki polityk, działacz gospodarczy (zm. 1978)
- 1914:
  - Tadeusz Danowski, amerykański lekarz pochodzenia polskiego (zm. 1987)
  - Adolf Kita, polski prawnik, dyplomata, polityk, poseł na Sejm PRL (zm. 2003)
  - Hieronim Łagoda, polski kapitan, cichociemny (zm. 1945)
  - Franciszek Paciorek, polski duchowny katolicki (zm. 1943)
  - Jakym Sowenko, radziecki major (zm. 1945)
  - Bogdan Šuput, serbski malarz (zm. 1942)
- 1915:
  - Umberto Silvestri, włoski zapaśnik (zm. 2009)
  - Franz Josef Strauß, niemiecki polityk, premier Bawarii (zm. 1988)
- 1916 – Tadeusz Dobrzański, polski kompozytor, dyrygent (zm. 1996)
- 1917:
  - John Berry, amerykański reżyser filmowy (zm. 1999)
  - Philipp Freiherr von Boeselager, niemiecki ekonomista (zm. 2008)
  - Henryk Jaźnicki, polski piłkarz, piłkarz ręczny, siatkarz, koszykarz (zm. 2004)
  - Ron Jeffery, brytyjski agent wywiadu, kurier AK (zm. 2002)
  - Hildegard Sommer, niemiecka lekkoatletka, dyskobolka (zm. ?)
- 1918:
  - Ludwig Hörmann, niemiecki kolarz torowy i szosowy (zm. 2001)
  - Napoleon Mitraszewski, polski pisarz (zm. 2008)
- 1919:
  - Jan Bienias, polski podporucznik piechoty, żołnierz AK, cichociemny, uczestnik powstania warszawskiego (zm. 1944)
  - Wilson Greatbatch, amerykański inżynier elektryk, wynalazca (zm. 2011)
  - Jerzy Leopold Stiasny, polski żołnierz ZWZ-AK (zm. 1946)
- 1920:
  - Per Arne Aglert, szwedzki pastor, działacz społeczny, polityk (zm. 2002)
  - Giorgi Antadze, gruziński piłkarz, trener (zm. 1987)
  - Lawrence LeShan, amerykański psycholog (zm. 2020)
  - Luigi Macario, włoski związkowiec, polityk (zm. 1994)
- 1921:
  - Carmen Laforet, hiszpańska pisarka (zm. 2004)
  - Mieczysław Łubiński, polski inżynier budownictwa lądowego (zm. 2004)
  - Dawid Petel, izraelski polityk (zm. 2019)
- 1922:
  - Adriano Moreira, portugalski prawnik, wykładowca akademicki, polityk (zm. 2022)
  - Alexandre de Paris, francuski fryzjer, stylista (zm. 2008)
  - Ctibor Štítnický, słowacki poeta, tłumacz (zm. 2002)
- 1923:
  - Frank Edward Evans, amerykański polityk (zm. 2010)
  - Piotr II Karadziordziewić, król Jugosławii (zm. 1970)
  - Eloy Tato Losada, hiszpański duchowny katolicki, biskup Magangué (zm. 2022)
  - Maximilian Ziegelbauer, niemiecki duchowny katolicki, biskup pomocniczy augsburski (zm. 2016)
  - Andrzej Żaki, polski archeolog (zm. 2017)
- 1924 – Stanisław Sygnet, polski duchowny katolicki, biskup pomocniczy sandomierski (zm. 1985)
- 1925:
  - Andrea Camilleri, włoski pisarz, reżyser teatralny (zm. 2019)
  - Chedli Klibi, tunezyjski filozof, polityk, minister kultury, sekretarz generalny Ligi Państw Arabskich (zm. 2020)
  - Giennadij Litawrin, rosyjski historyk, mediewista, bizantynolog, wykładowca akademicki (zm. 2009)
  - Jimmy Reed, amerykański muzyk bluesowy (zm. 1976)
- 1926:
  - Claus von Amsberg, książę Holandii (zm. 2002)
  - Jacques Kalisz, francuski architekt pochodzenia polskiego (zm. 2002)
  - Henri Van Kerckhove, belgijski kolarz szosowy i torowy (zm. 1999)
- 1927:
  - Zdzisław Czarny, polski chemik (zm. 1991)
  - Zenon Płatek, polski generał brygady MO (zm. 2009)
- 1928:
  - Włodzimierz Kołos, polski fizyk, chemik (zm. 1996)
  - Mirosława Litmanowicz, polska szachistka (zm. 2017)
  - Fumihiko Maki, japoński architekt (zm. 2024)
  - Robert Pirsig, amerykański pisarz, filozof (zm. 2017)
  - Sid Watkins, brytyjski neurochirurg (zm. 2012)
- 1929:
  - Cyrus Atabay, irański pisarz (zm. 1996)
  - Keith Gardner, jamajski lekkoatleta, sprinter i płotkarz (zm. 2012)
  - Edvardas Gudavičius, litewski historyk (zm. 2020)
  - Yash Johar, indyjski producent filmowy (zm. 2004)
  - Fryderyk Kremser, polski fotograf (zm. 1995)
  - Albino Longhi, włoski dziennikarz (zm. 2018)
- 1930:
  - Salvatore De Giorgi, włoski duchowny katolicki, arcybiskup Foggii, Taranto i Palermo, kardynał
  - Graviola Ewing, gwatemalska lekkoatletka, sprinterka (zm. 2020)
  - Eugeniusz Kościelak, polski hematolog, profesor nauk medycznych (zm. 2022)
  - Fryderyk Kremser, polski artysta fotograf (zm. 1995)
  - Szymon Rusinowicz, polski sztangista (zm. 2003)
- 1931:
  - Regina Głąb, polska nauczycielka i rolniczka, polityk, poseł na Sejm PRL
  - Julian Janczak, polski historyk, wykładowca akademicki (zm. 2001)
  - Maria Roman Sławiński, polski sinolog, wykładowca akademicki (zm. 2014)
  - Bassano Staffieri, włoski duchowny katolicki, biskup Carpi i La Spezia-Sarzana-Brugnato (zm. 2018)
- 1932:
  - Hiroyuki Iwaki, japoński dyrygent, perkusista (zm. 2006)
  - Frank Stronach, austriacki i kanadyjski przedsiębiorca, polityk
- 1933:
  - Bernard Harrington, amerykański duchowny katolicki, biskup Winony
  - Bohdan Mroziewicz, polski elektronik, optoelektronik (zm. 2019)
  - Janusz Zimniak, polski duchowny katolicki, biskup pomocniczy katowicki i bielsko-żywiecki (zm. 2024)
- 1934:
  - Czesław Jaworski, polski prawnik, adwokat, prezes Naczelnej Rady Adwokackiej (zm. 2018)
  - Oleg Kaługin, radziecki generał major KGB
  - Niels Markussen, duński żeglarz sportowy (zm. 2008)
  - Zacarías Ortiz Rolón, paragwajski duchowny katolicki, biskup Concepción en Paraguay (zm. 2020)
  - Jana Štěpánková, czeska aktorka (zm. 2018)
  - Michel Vermeulin, francuski kolarz szosowy
- 1935:
  - Fabian Bruskewitz, amerykański duchowny katolicki pochodzenia polskiego, biskup Lincoln
  - Jacques Desallangre, francuski dziennikarz sportowy, polityk (zm. 2020)
  - Veli Lehtelä, fiński wioślarz (zm. 2020)
  - Ultra Violet, francusko-amerykańska artystka, pisarka (zm. 2014)
- 1936:
  - Adam Bronikowski, polski dziennikarz (zm. 2023)
  - Norman Friedman, amerykański aktor (zm. 1988)
  - Francis Lemaire, belgijski aktor (zm. 2013)
  - Anna Śliwicka, polska pisarka (zm. 2018)
- 1937:
  - Jerzy Bińczycki, polski aktor (zm. 1998)
  - Andrzej Galiński, polski operator filmowy
  - Janusz Kurczab, polski szermierz, taternik, alpinista, publicysta (zm. 2015)
  - Wojciech Kwiatkowski, polski geodeta, inżynier, polityk, poseł na Sejm RP (zm. 2019)
  - Irina Sołowjowa, radziecka kosmonautka
- 1938 – Dennis Oppenheim, amerykański artysta (zm. 2011)
- 1939:
  - Arturo Francisco Maly, argentyński aktor (zm. 2001)
  - Krystyna Mikołajewska, polska aktorka
- 1940:
  - Erminio De Scalzi, włoski duchowny katolicki, biskup pomocniczy Mediolanu
  - Anthony Farquhar, irlandzki duchowny katolicki, biskup pomocniczy Down-Connor (zm. 2023)
  - Lajos Pápai, węgierski duchowny katolicki, biskup Győru
  - Walerian Sowa, polski generał brygady
  - Andrzej Żurawski, polski hokeista
- 1941:
  - Ewa Choromańska-Perczyńska, polska lekarka, działaczka opozycji antykomunistycznej (zm. 2017)
  - Wilfried Härle, niemiecki teolog luterański
  - Phil Johnson, amerykański koszykarz, trener
  - Rudie Liebrechts, holenderski łyżwiarz szybki
  - Gloria Negrete McLeod, amerykańska polityk
  - Maria Mikos-Bielak, polska chemik, wykładowczyni akademicka (zm. 2020)
  - Gerry Ward, amerykański koszykarz
  - John Whetton, brytyjski lekkoatleta, średniodystansowiec
- 1942:
  - Herbert Honz, niemiecki kolarz torowy
  - Carol Wayne, amerykańska aktorka (zm. 1985)
- 1943:
  - Francesco Biasin, włoski duchowny katolicki, biskup Barra do Piraí-Volta Redonda w Brazylii
  - Jana Břežková, czeska aktorka, kostiumograf
  - Lelio Lattari, włoski kierowca rajdowy i wyścigowy, przedsiębiorca, dyplomata
  - Marija Miletić Dail, chorwacka reżyserka filmów animowanych
  - Richard J. Roberts, brytyjski biochemik, laureat Nagrody Nobla
  - William Slattery, irlandzki duchowny katolicki, arcybiskup Pretorii w Południowej Afryce
  - Roger Waters, brytyjski muzyk, wokalista, kompozytor, członek zespołu Pink Floyd
- 1944:
  - Christian Boltanski, francuski artysta intermedialny, malarz, twórca mail artu, filmów i instalacji (zm. 2021)
  - Jean-Paul Jaeger, francuski duchowny katolicki, biskup Arras
  - Swoosie Kurtz, amerykańska aktorka
  - Aleksander Mackiewicz, polski ekonomista, polityk, minister rynku wewnętrznego (zm. 2022)
- 1945:
  - Michael Purcell, australijski rugbysta, prawnik
  - Victor Ramahatra, malgaski wojskowy, polityk, premier Madagaskaru
  - Karol Stępkowski, polski aktor, reżyser, fotograf
  - Charles Strachey, brytyjski polityk, eurodeputowany (zm. 2025)
- 1946:
  - Ron Boone, amerykański koszykarz
  - Bolesław Pochopień, polski informatyk
  - Alberto Silvani, włoski duchowny katolicki, biskup Volterry
  - Hana Zagorová, czeska piosenkarka (zm. 2022)
  - Jacek Zieliński, polski muzyk, wokalista, kompozytor, członek zespołu Skaldowie (zm. 2024)
- 1947:
  - Branko Buljević, australijski piłkarz pochodzenia chorwackiego
  - Jane Curtin, amerykańska aktorka
  - John Kline, amerykański polityk
  - Francesco Lambiasi, włoski duchowny katolicki, biskup Rimini
  - Krzysztof Orzechowski, polski aktor, reżyser teatralny
  - Eduard Oswald, niemiecki nauczyciel, samorządowiec, polityk
  - Bruce Rioch, szkocki piłkarz, trener
  - Jacob Rubinovitz, izraelski naukowiec
- 1948:
  - Pedro María Artola, hiszpański piłkarz, bramkarz
  - Csaba Hegedűs, węgierski zapaśnik
  - Sam Hui, chiński aktor, piosenkarz
  - Peter Kent, niemiecki piosenkarz, producent muzyczny
- 1949:
  - William Abitbol, francuski polityk (zm. 2016)
  - Eugeniusz Aleksandrowicz, polski przedsiębiorca, polityk, poseł na Sejm RP
  - Helmut Kuhne, niemiecki socjolog, polityk
  - Rakesh Roshan, indyjski aktor, reżyser i producent filmowy
  - Ole Skouboe, duński piłkarz, trener
  - Sławomir Sulej, polski aktor
  - Andrzej Tyszkiewicz, polski polityk, poseł na Sejm RP
- 1950:
  - Paweł Berger, polski muzyk, kompozytor, członek zespołu Dżem (zm. 2005)
  - Cameron Kerry, amerykański polityk
  - Uwe Kagelmann, niemiecki łyżwiarz figurowy
  - Ria Oomen-Ruijten, holenderska polityk, eurodeputowana
  - Gérard Pettipas, kanadyjski duchowny katolicki, arcybiskup Grouard-McLennan
- 1951:
  - Ismaił Abiłow, bułgarski zapaśnik
  - Heinz Busche, niemiecki bobsleista
  - Carlos María Franzini, argentyński duchowny katolicki, arcybiskup Mendozy (zm. 2017)
  - Harald Gimpel, niemiecki kajakarz górski
  - Marek Kalmus, polski filozof, orientalista, tybetolog, wykładowca akademicki, fotografik, wspinacz
  - Michał Kret, polski aktor
  - Zoltán Ribli, węgierski szachista, sędzia i trener szachowy
  - Šaban Šaulić, serbski piosenkarz (zm. 2019)
  - Anna Węgrzyniak, polska polonistka, wykładowczyni akademicka
- 1952:
  - Dominik Graf, niemiecki aktor, reżyser i scenarzysta filmowy
  - Władimir Kazaczonok, rosyjski piłkarz, trener (zm. 2017)
  - Vytautas Rastenis, litewski agronom, polityk
  - Eva Vlková, czeska okulistka, profesor nauk medycznych (zm. 2025)
- 1953:
  - Gianbattista Baronchelli, włoski kolarz szosowy
  - Ljiljana Habjanović Đurović, serbska pisarka
  - Stawros Papadopulos, cypryjski piłkarz, trener
- 1954:
  - Carly Fiorina, amerykańska bizneswoman, polityk
  - Piotr (Mansurow), rosyjski biskup prawosławny
  - Maciej Zięba, polski duchowny katolicki, dominikanin, teolog, filozof, publicysta (zm. 2020)
- 1955:
  - Raymond Benson, amerykański pisarz
  - Vincent Darius, grenadyjski duchowny katolicki, biskup Saint George’s (zm. 2016)
  - Anne Henning, amerykańska łyżwiarka szybka
- 1956:
  - Anna Dynowska polska prawnik, polityk, poseł na Sejm PRL (zm. 2022)
  - Bill Ritter, amerykański prawnik, polityk
  - Lubomír Zaorálek, czeski polityk
- 1957:
  - Ali Diwandari, iracki rysownik, karykaturzysta, malarz, rzeźbiarz
  - Żiwko Gospodinow, bułgarski piłkarz (zm. 2015)
  - Jarosław Hasiński, polski dziennikarz (zm. 2017)
  - Anna Hubáčková, czeska polityk, senator, minister
  - Michaëlle Jean, kanadyjska dziennikarka, polityk, gubernator generalna Kanady
  - Bożena Krzyżanowska, polska aktorka (zm. 2019)
  - Czesław Radwański, polski hokeista, trener, działacz sportowy
  - José Sócrates, portugalski polityk, premier Portugalii
- 1958:
  - Jeff Foxworthy, amerykański aktor, komik
  - Khalil Mohammed, iracki piłkarz
  - Michael Winslow, amerykański aktor, komik
  - Leszek Zegzda, polski samorządowiec, wicemarszałek województwa małopolskiego
- 1959:
  - Fernando Ciangherotti, meksykański aktor
  - Miodrag Krivokapić, czarnogórski piłkarz
  - Elżbieta Polak, polska działaczka samorządowa, polityk, marszałek województwa lubuskiego
- 1960:
  - Jarosław Biernat, polski piłkarz (zm. 2019)
  - Stephan Engels, niemiecki piłkarz, trener
  - Patrick Groc, francuski florecista
  - Norbert Joos, szwajcarski wspinacz (zm. 2016)
  - Jaime Spengler, brazylijski duchowny katolicki, arcybiskup metropolita Porto Alegre
- 1961:
  - Steven Eckholdt, amerykański aktor, reżyser i producent filmowy, teatralny i telewizyjny pochodzenia niemieckiego
  - Akira Kuroiwa, japoński łyżwiarz szybki
  - Alden McLaughlin, kajmański polityk, premier Kajmanów
  - Wiktor Morcinek, polski piłkarz, trener
  - Richard Müller, słowacki, piosenkarz, autor tekstów
  - Scott Travis, brytyjski perkusista, członek zespołu Judas Priest
  - Paul Waaktaar-Savoy, norweski gitarzysta, członek zespołu A-ha
- 1962:
  - Garnik Awalian, ormiański piłkarz, trener
  - Klaus Bodenmüller, austriacki lekkoatleta, kulomiot
  - Doug Boyle, brytyjski gitarzysta, członek zespołu Caravan
  - Chris Christie, amerykański polityk, gubernator New Jersey
  - DJ Hell, niemiecki didżej, producent muzyczny
  - Jennifer Egan, amerykańska pisarka
  - Holger Fach, niemiecki piłkarz, trener
  - Marina Kaljurand, estońska badmintonistka, dyplomatka, polityk
  - Wiesław Popik, polski siatkarz, trener
  - Wojciech Suleciński, polski historyk, dziennikarz
  - Marcelo Tempone, argentyński szachista
  - Kevin Willis, amerykański koszykarz
- 1963:
  - Angela Chalmers, kanadyjska lekkoatletka, biegaczka średnio- i długodystansowa
  - Blas Giunta, argentyński piłkarz, trener
  - Ivan Hašek, czeski piłkarz, trener
  - Josu Jon Imaz, hiszpański i baskijski polityk
  - József Kiprich, węgierski piłkarz, trener
  - Marija Manołowa, bułgarska badmintonistka
  - Pat Nevin, szkocki piłkarz
  - Biser Petkow, bułgarski ekonomista, wykładowca akademicki, urzędnik państwowy, polityk
  - Betsy Russell, amerykańska aktorka
  - Alice Sebold, amerykańska pisarka
- 1964:
  - Robyn Grey-Gardner, australijska wioślarka
  - Alois Grussmann, czeski piłkarz, trener
  - Dorota Konstantynowicz, polska koszykarka
  - Rosie Perez, amerykańska aktorka pochodzenia portorykańskiego
  - Faustyna Toeplitz-Cieślak, polska teatrolog, dziennikarka radiowa
- 1965:
  - Takumi Horiike, japoński piłkarz
  - Solveig Pedersen, norweska biegaczka narciarska
  - Elmadi Żabraiłow, kazachski zapaśnik
- 1966:
  - Emil Boc, rumuński polityk, premier Rumunii
  - Nicola Danti, włoski samorządowiec, polityk
  - Małgorzata Wolska, polska lekkoatletka, kulomiotka
- 1967:
  - William DuVall, amerykański muzyk, wokalista, członek zespołu Alice in Chains
  - Macy Gray, amerykańska piosenkarka
  - Adam Książek, polski piłkarz (zm. 2020)
  - Damian Muskus, polski duchowny katolicki, biskup pomocniczy krakowski
  - David Patiño, meksykański piłkarz, trener
  - Andrzej Piątek, polski trener kolarstwa
  - Igor Potapowicz, kazachski lekkoatleta, tyczkarz
  - Igor Štimac, chorwacki piłkarz, trener
- 1968:
  - Michał Cieślak, polski wioślarz-sternik
  - Jacek Cyzio, polski piłkarz, trener
  - Eryk Jachimowicz, białoruski piłkarz
  - Bruno Risi, szwajcarski kolarz torowy i szosowy
  - Ibrahima Wade, senegalski lekkoatleta, sprinter
- 1969:
  - Norio Omura, japoński piłkarz
  - Carsten Podlesch, niemiecki kolarz torowy i szosowy
- 1970:
  - Kinga Gál, węgierska polityk, eurodeputowana
  - Stéphane Guivarc’h, francuski piłkarz
  - Iwona Hartwich, polska działaczka społeczna, polityk, poseł na Sejm RP
  - Jojó, mozambicki piłkarz
  - Igor Korolow, rosyjski hokeista (zm. 2011)
  - Paulo Madeira, portugalski piłkarz pochodzenia angolskiego
  - Flavio Sciolè, włoski aktor, reżyser filmowy, dramaturg, prozaik
  - Naser Zejnalnija, irański zapaśnik
- 1971:
  - Anthony Goldwire, amerykański koszykarz, trener
  - Leila K, szwedzka piosenkarka, raperka pochodzenia marokańskiego
  - Brian Lopes, amerykański kolarz górski
  - Yoriko Okamoto, japońska taekwondzistka
  - Dolores O’Riordan, irlandzka wokalistka, członkini zespołu The Cranberries (zm. 2018)
  - Pavel Patera, czeski hokeista
  - Danieł Petrow, bułgarski bokser
- 1972:
  - Dylan Bruno, amerykański aktor
  - David Sitek, amerykański gitarzysta, członek zespołu TV on the Radio
- 1973:
  - Carlo Cudicini, włoski piłkarz, bramkarz
  - Nikola Grbić, serbski siatkarz
  - Anna Kozłowska, polska językoznawczyni, wykładowczyni akademicka
  - Greg Rusedski, brytyjski tenisista pochodzenia kanadyjskiego
  - Jurij Szatunow, rosyjski wokalista, członek zespołu Łaskowyj Maj (zm. 2022)
  - Sławomir Wojciechowski, polski piłkarz
- 1974:
  - Dagui Bakari, iworyjski piłkarz
  - Waleri Bełczew, bułgarski ekonomista, bankowiec, polityk
  - Wojciech Bujoczek, polski wokalista, członek zespołów Killjoy i Black From The Pit (zm. 2018)
  - Sašo Filipovski, słoweński trener koszykarski
  - Tim Henman, brytyjski tenisista
  - Masao Kiba, japoński piłkarz
  - Stefano Liberti, włoski dziennikarz, reportażysta, autor filmów dokumentalnych
  - Eryk Lubos, polski aktor
  - Nina Persson, szwedzka wokalistka, autorka tekstów, członkini zespołu The Cardigans
  - Bebi Romeo, indonezyjski piosenkarz, kompozytor
  - Yoshito Terakawa, japoński piłkarz
  - Grzegorz Tomala, polski piłkarz
  - Goran Trobok, serbski piłkarz
- 1975:
  - Sylvie Becaert, francuska biathlonistka
  - Erubey Cabuto, meksykański piłkarz, bramkarz
  - Kalle Kiiskinen, fiński curler
  - Gala Rizzatto, włoska piosenkarka
  - Ryōko Tani, japońska judoczka
  - Reuben Wu, brytyjski fotograf i muzyk[3]
- 1976:
  - Annette Artani, grecka piosenkarka, kompozytorka
  - Naomie Harris, brytyjska aktorka
  - Dzianis Kouba, białoruski piłkarz (zm. 2021)
  - Marc Kühne, niemiecki bobsleista
  - Tom Pappas, amerykański lekkoatleta, wieloboista
  - Wojciech Wierzejski, polski polityk, poseł na Sejm RP, wicemarszałek województwa mazowieckiego
- 1977:
  - Martha Fierro Baquero, ekwadorska szachistka, trenerka
  - Mikołaj (Kapustin), ukraiński biskup prawosławny
  - Katalin Novák, węgierska polityk, prezydent Węgier
- 1978:
  - Cisco Adler, amerykański muzyk, wokalista, członek zespołu Whitestarr
  - Süreyya Ayhan, turecka lekkoatletka, biegaczka średniodystansowa
  - Foxy Brown, amerykańska raperka
  - Natalia Cigliuti, amerykańska aktorka
  - Krum Donczew, bułgarski kierowca rajdowy
  - Alice Freeman, brytyjska wioślarka
  - Coco Miller, amerykańska koszykarka
  - Kelly Miller, amerykańska koszykarka
  - Homare Sawa, japońska piłkarka
- 1979:
  - Miodrag Džudović, czarnogórski piłkarz
  - Annika Lurz, niemiecka pływaczka
  - Massimo Maccarone, włoski piłkarz
  - Maksim Maksimow, rosyjski biathlonista
  - Alexandre Martins Costa, portugalski piłkarz
  - Carlos Morales, meksykański piłkarz
  - Christian Pampel, niemiecki siatkarz
  - Brandon Silvestry, amerykański wrestler
  - Josephine Touray, duńska piłkarka ręczna
- 1980:
  - Naila Jułamanowa, rosyjska lekkoatletka, maratonka
  - Kerry Katona, brytyjska wokalistka, członkini zespołu Atomic Kitten
  - Samuel Peter, nigeryjski bokser
  - Helen Reeves, brytyjska kajakarka górska
  - Joseph Yobo, nigeryjski piłkarz
- 1981:
  - Karolina Jarzyńska, polska lekkoatletka, biegaczka długodystansowa
  - Søren Larsen, duński piłkarz
  - Amir Hosejn Sadeghi, irański piłkarz
  - Brandon Simpson, jamajski lekkoatleta, sprinter
- 1982:
  - Stéphane Dumont, francuski piłkarz
  - Virginie Faivre, szwajcarska narciarka dowolna
  - Marisa Fernández, hiszpańska siatkarka
  - Temeka Johnson, amerykańska koszykarka
  - Marcin Masecki, polski pianista
  - Hans Petrat, niemiecki skoczek narciarski
- 1983:
  - Michał Derlicki, polski aktor, kaskader
  - Aoife Hoey, irlandzka bobsleistka, lekkoatletka
  - Alina Ilie, rumuńska siatkarka
  - Stephen Kelly, irlandzki piłkarz
  - Pippa Middleton, brytyjska celebrytka
  - Peżman Montazeri, irański piłkarz
  - Radomír Šimůnek, czeski kolarz przełajowy
  - Johanna Wiberg, szwedzka piłkarka ręczna
  - Krzysztof Zimnoch, polski bokser
- 1984:
  - Luc Abalo, francuski piłkarz ręczny
  - Thyago Alves, brazylijski aktor, model
  - Yaowapa Boorapolchai, tajska zawodniczka taekwondo
  - Czamsułwara Czamsułwarajew, rosyjski zapaśnik pochodzenia dargijskiego
  - Thomas Dekker, holenderski kolarz szosowy
  - Pernille Holst Holmsgaard, duńska piłkarka ręczna
  - Nelson Hysa, albański bokser
  - Andraž Kirm, słoweński piłkarz
  - Orsi Kocsis, węgierska modelka
  - Diwakar Prasad, indyjski bokser
- 1985:
  - Małgorzata Babicka, polska koszykarka
  - Tom Ransley, brytyjski wioślarz
  - Małgorzata Rejmer, polska pisarka
  - Anastasija Taranowa-Potapowa, rosyjska lekkoatletka, skoczkini w dal i trójskoczkni
  - Webbie, amerykański raper
- 1986:
  - Alexander Grimm, niemiecki kajakarz górski
  - Anna von Hausswolff, szwedzka piosenkarka
  - Martin Jakš, czeski biegacz narciarski
  - Mantas Kalnietis, litewski koszykarz
  - Thomas Lüthi, szwajcarski motocyklista wyścigowy
  - Raven Riley, amerykańska aktorka pornograficzna
- 1987:
  - Saad Al-Mukhaini, omański piłkarz
  - Tijani Belaïd, tunezyjski piłkarz
  - Sylwia Boroń, polska aktorka
  - Andrea Lekić, serbska piłkarka ręczna
- 1988:
  - Dawid Bedżanian, rosyjski szachista pochodzenia ormiańskiego
  - Arnaud Bovolenta, francuski narciarz dowolny
  - Walentin Jotow, bułgarski szachista
  - Mariel Medina, portorykańska siatkarka
- 1989:
  - Max Czornyj, polski adwokat, pisarz pochodzenia rusińsko-niemieckiego
  - Brittany Lewis, amerykańska koszykarka
  - Audrey Deroin, francuska piłkarka ręczna
  - Jana Szczerbań, rosyjska siatkarka
  - Piotr Śmigielski, polski koszykarz
- 1990:
  - Nikki Greene, amerykańska koszykarka
  - Aleksandra Jarmolińska, polska strzelczyni sportowa
  - Katarzyna Krawczyk, polska zapaśniczka
  - Finn Hågen Krogh, norweski biegacz narciarski
  - Yana de Leeuw, belgijska siatkarka
  - Xu Jing, chińska łuczniczka
  - John Wall, amerykański koszykarz
- 1991:
  - Winful Cobbinah, ghański piłkarz
  - Brian Dumoulin, amerykański hokeista
  - Zachary Stone, kanadyjski snowboardzista
  - Jacques Zoua, kameruński piłkarz
- 1992:
  - Shavez Hart, bahamski lekkoatleta, sprinter (zm. 2022)
  - Niki Hendriks, włoski siatkarz pochodzenia holenderskiego
  - Grzegorz Macko, polski samorządowiec, urzędnik, wicemarszałek województwa dolnośląskiego
- 1993:
  - Anna Cyganowa, rosyjska wspinaczka sportowa
  - Famous Dex, amerykański raper, piosenkarz, autor tekstów
  - Miguel Ángel Fornés, hiszpański siatkarz
  - Saman Ghoddus, irański piłkarz
  - Jack Haig, australijski kolarz szosowy
  - Muzammil Hussain, pakistański piłkarz, bramkarz
  - Jorge Padilla, meksykański piłkarz
  - Alex Poythress, amerykański koszykarz
  - Sejjedmostafa Salehizade, irański zapaśnik
- 1994:
  - Abyłajchan Amziejew, kazachski zapaśnik
  - Fat Nick, amerykański raper, autor tekstów
  - Lotta Nevalainen, fińska pływaczka
  - Peng Jianfeng, chiński skoczek do wody
- 1995:
  - Matúš Bero, słowacki piłkarz
  - Machel Cedenio, trynidadzko-tobagijski lekkoatleta, sprinter
  - Bertrand Traoré, burkiński piłkarz
- 1996:
  - Lil Xan, amerykański raper, autor tekstów pochodzenia meksykańskiego
  - Sebastiano Luperto, włoski piłkarz
  - Lana Rhoades, amerykańska aktorka pornograficzna
  - Andrés Tello, kolumbijski piłkarz
- 1997:
  - Mallory Comerford, amerykańska pływaczka
  - Hubert Piwowarczyk, polski siatkarz
- 1998:
  - Kiernan Dewsbury-Hall, angielski piłkarz
  - Michele Perniola, włoski piosenkarz
  - Juljan Shehu, albański piłkarz
- 1999:
  - Mohamed Ali Ben Romdhane, tunezyjski piłkarz
  - Lada Vondrová, czeska lekkoatletka, sprinterka i płotkarka
- 2000:
  - Erika Barquero, portorykańska tenisistka
  - Weronika Centka-Tietianiec, polska siatkarka
  - David Kushner, amerykański piosenkarz, autor tekstów
  - Liu Tingting, chińska gimnastyczka sportowa
- 2001:
  - Freya Allan, brytyjska aktorka
  - Terrence Clarke, amerykański koszykarz (zm. 2021)
  - Nova Marring, holenderska siatkarka
  - Donovan Williams, amerykański koszykarz
- 2002:
  - Asher Angel, amerykański aktor, piosenkarz
  - Alexander Aravena, chilijski piłkarz
  - Leylah Fernandez, kanadyjska tenisistka pochodzenia ekwadorsko-filipińskiego
  - Irma Machinia, rosyjska skoczkini narciarska
  - Ting Cui, amerykańska łyżwiarka figurowa pochodzenia chińskiego
- 2003:
  - Wesley França, brazylijski piłkarz
  - Utana Yoshida, japońska łyżwiarka figurowa
- 2006 – Hisahito, japoński książę

## Zmarli
- 394 – Eugenius, cesarz rzymski (ur. ok. 350)
- 926 – Yelü Abaoji, przywódca państwa Kitanów, założyciel dynastii Liao (ur. 872)
- 957 – Ludolf, książę Szwabii (ur. 930 lub 931)
- 972 – Jan XIII, papież (ur. ?)
- 1032 – Rudolf III, król Burgundii (ur. ok. 970)
- 1092 – Konrad I Przemyślida, książę Czech (ur. ok. 1035)
- 1276 – Vicedominus de Vicedominis, włoski kardynał (ur. ?)
- 1301 – Řehoř Zajíc z Valdeka, czeski duchowny katolicki, biskup praski (ur. ok. 1235)
- 1450 – Piotr Odrowąż ze Sprowy i Zagórza, polski szlachcic, rycerz, wojewoda ruski i podolski (ur. ?)
- 1475 – Adolf II z Nassau, niemiecki duchowny katolicki, arcybiskup Moguncji, książę-elektor Rzeszy (ur. ?)
- 1511 – Yoshizumi Ashikaga, japoński siogun (ur. 1481)
- 1547 – Tommaso Badia, włoski dominikanin, kardynał (ur. 1483)
- 1553 – Juan de Homedes, wielki mistrz zakonu joannitów (ur. 1477)
- 1559 – Benvenuto Tisi, włoski malarz (ur. 1481)
- 1585 – Luca Cambiaso, włoski malarz, rysownik, rzeźbiarz (ur. 1527)
- 1624 – Mikołaj Pawłowicz Pac, polski duchowny katolicki, biskup żmudzki (ur. 1570)
- 1625 – Thomas Dempster, szkocki uczony, historyk (ur. 1579)
- 1629 – Antonio Bosio, maltański archeolog (ur. 1575)
- 1639 – Agostino Galamina, włoski dominikanin, inkwizytor, kardynał (ur. 1552/53)
- 1641 – Jan Zebrzydowski, polski szlachcic, polityk (ur. 1583)
- 1656 – Filip Kazimierz Obuchowicz, polski szlachcic, polityk, pisarz wielki litewski (ur. ?)
- 1683 – Jean-Baptiste Colbert, francuski polityk, minister finansów, minister spraw zagranicznych (ur. 1619)
- 1685 – Jan Stefan Wydżga, polski duchowny katolicki, arcybiskup gnieźnieński, prymas Polski i Litwy (ur. ok. 1610)
- 1693 – Edward Farnese, następca tronu księstwa Parmy (ur. 1666)
- 1694 – Franciszek II d’Este, książę Modeny i Reggio (ur. 1660)
- 1720 – Hugo Franz von Königsegg-Rothenfels, austriacki duchowny katolicki, biskup litomierzycki (ur. 1660)
- 1730 – Jerzy Stanisław Dzieduszycki, polski pisarz polityczny, koniuszy wielki koronny, historyk, bibliofil, kolekcjoner (ur. 1670)
- 1778 – Johann Bouman, holenderski architekt, budowniczy (ur. 1706)
- 1782 – Martha Jefferson, Amerykanka, żona późniejszego prezydenta Thomasa Jeffersona (ur. 1748)
- 1788 – Giovanni Carlo Boschi, włoski kardynał (ur. 1715)
- 1789 – Emmanuel-Félicité de Durfort, francuski dowódca wojskowy, dyplomata, marszałek Francji (ur. 1715)
- 1795 – Aleksander Saryusz-Romiszewski, polski szlachcic, polityk (ur. ok. 1740)
- 1802 – Richard Dobbs Spaight, amerykański prawnik, polityk (ur. 1758)
- 1803 – Miguel Carlos José de Noronha e Abranches, portugalski kardynał (ur. 1744)
- 1811 – Johann Georg Lehmann, niemiecki geodeta, kartograf (ur. 1765)
- 1827 – Paweł Maria Bonaparte, francuski książę, bratanek Napoleona (ur. 1809)
- 1829 – Giuseppe Raddi, włoski botanik, muzealnik (ur. 1770)
- 1831 – Józef Longin Sowiński, polski generał, uczestnik powstania listopadowego (ur. 1777)
- 1832 – Charles Meynier, francuski malarz, dekorator (ur. 1768)
- 1846 – Ludwik August Plater, polski szlachcic, polityk, członek Rady Stanu Królestwa Kongresowego (ur. 1775)
- 1857 – Johann Schweigger, niemiecki chemik, fizyk (ur. 1779)
- 1860 – Jerzy, wielki książę Meklemburgii-Strelitz (ur. 1779)
- 1863 – Marcin Borelowski, polski działacz patriotyczny, pułkownik, uczestnik powstania styczniowego (ur. 1829)
- 1864 – William Vane, brytyjski arystokrata, polityk (ur. 1792)
- 1866 – Francis Baring, brytyjski arystokrata, polityk (ur. 1796)
- 1873:
  - Franciszek Jaszczołd, polski architekt (ur. 1808)
  - Tadeusz Radoński, polski prawnik, polityk, uczestnik powstania listopadowego (ur. 1804)
- 1876 – Józef Szermentowski, polski malarz (ur. 1833)
- 1877 – Friedrich Albert Fallou, niemiecki adwokat, geolog, gleboznawca (ur. 1794)
- 1879 – Amédée de Noé, francuski karykaturzysta, litograf (ur. 1818)
- 1880 – Edwin Oppler, niemiecki architekt pochodzenia żydowskiego (ur. 1831)
- 1883 – Wilhelm Baum, niemiecki chirurg (ur. 1799)
- 1886 – Marceli Madeyski, polski prawnik, adwokat, kompozytor, polityk (ur. 1822)
- 1896 – George Brown Goode, amerykański ichtiolog (ur. 1851)
- 1899 – Jean Baptiste Carnoy, belgijski duchowny katolicki, eklezjastyk, biolog, wykładowca akademicki (ur. 1836)
- 1902 – Frederick Abel, brytyjski chemik, wynalazca (ur. 1827)
- 1905:
  - Siegfried Bing, niemiecko-francuski marszand, kolekcjoner i mecenas sztuki (ur. 1838)
  - Draginja Ružić, serbska aktorka (ur. 1834)
- 1907 – Sully Prudhomme, francuski poeta, laureat Nagrody Nobla (ur. 1839)
- 1911 – Masachika Shimose, japoński chemik, wynalazca, wykładowca akademicki (ur. 1860)
- 1914 – Maksym Gorlicki, polski duchowny prawosławny pochodzenia łemkowskiego (ur. 1886)
- 1916 – Damazy Macoch, polski paulin, morderca (ur. 1974)
- 1918 – Konstanty Aleksandrowicz, polski porucznik Legionów Polskich (ur. 1883)
- 1919 – Charles Beresford, brytyjski admirał (ur. 1846)
- 1920:
  - Maria Mecklenburg-Schwerin, księżniczka meklemburska, wielka księżna rosyjska (ur. 1854)
  - Roman Saphier, polski porucznik, nauczyciel (ur. 1882)
- 1922 – John Henry Paton, szkocki kaznodzieja chrześcijański (ur. 1843)
- 1923:
  - Pedro José Escalón, salwadorski polityk, prezydent Salwadoru (ur. 1847)
  - Dudley Le Souef, australijski zoolog (ur. 1856)
- 1924:
  - Maria Waleria Habsburg, arcyksiężna austriacka (ur. 1868)
  - Edward Malewicz, polski pułkownik artylerii (ur. 1878)
  - Nachman Syrkin, rosyjski pisarz, teoretyk polityczny pochodzenia żydowskiego (ur. 1868)
- 1925 – Martin Zander, niemiecki pilot wojskowy, as myśliwski (ur. 1884)
- 1927:
  - Leon Berski, polski porucznik pilot, szermierz (ur. 1898)
  - William Libbey, amerykański geograf, wykładowca akademicki, strzelec sportowy, wspinacz (ur. 1855)
- 1928:
  - George Dole, amerykański zapaśnik (ur. 1885)
  - Józef Mikulski, polski aktor, teoretyk teatru (ur. 1849)
- 1929 – Martin Quistorp, niemiecki przemysłowiec (ur. 1860)
- 1930:
  - Kazimierz Dłuski, polski lekarz, działacz społeczny, polityk (ur. 1855)
  - Jerzy Pepłowski, polski oficer, kawaler Virtuti Militari (ur. 1893)
  - Leonard Tarnawski, polski ziemianin, podporucznik, uczestnik powstania styczniowego, adwokat, polityk, poseł na Sejm Ustawodawczy (ur. 1845)
- 1931 – Wiktor Jaroński, polski prawnik, polityk, poseł do Dumy Państwowej (ur. 1870)
- 1933:
  - Jerzy Baworowski, polski ziemianin, polityk, poseł na Sejm Ustawodawczy (ur. 1870)
  - Eugeniusz Fichs, polski podporucznik pilot (ur. 1904)
  - Irena Puzynianka, polska działaczka społeczna i katolicka, polityk, poseł na Sejm RP (ur. 1881)
- 1936:
  - María Amparo Carbonell Muñoz, hiszpańska salezjanka, męczennica, błogosławiona (ur. 1893)
  - Dydak Llorca Llopis, hiszpański duchowny katolicki, męczennik, błogosławiony (ur. 1896)
  - Stanisław Moskalewski, polski polityk, wojewoda lubelski (ur. 1876)
  - Paschalis Torres Lloret, hiszpański działacz Akcji Katolickiej, męczennik, błogosławiony (ur. 1885)
- 1937:
  - Piotr Aleksiejew, radziecki polityk (ur. 1893)
  - Henry Kimball Hadley, polski kompozytor, dyrygent (ur. 1871)
  - Ruth Hale, brytyjska alpinistka (ur. 1900)
- 1938:
  - Johnny Hindmarsh, brytyjski kierowca wyścigowy, pilot (ur. 1907)
  - Camillo Laurenti, włoski kardynał, wysoki urzędnik Kurii Rzymskiej (ur. 1861)
  - Karl Malmström, szwedzki skoczek do wody (ur. 1875)
- 1939:
  - Teofil Biela, polski działacz narodowy, powstaniec śląski (ur. 1897)
  - Mieczysław Kaźmierczak, polski plutonowy pilot (ur. 1914)
  - Arthur Rackham, brytyjski ilustrator książek (ur. 1867)
- 1940:
  - Aleksiej Anisimow, radziecki polityk (ur. 1903)
  - Phoebus Levene, amerykański biochemik pochodzenia żydowskiego (ur. 1869)
- 1941:
  - Janusz Albrecht, polski pułkownik dyplomowany kawalerii (ur. 1892)
  - Stefan Kalenkowski, polski major piechoty (ur. 1895)
- 1942:
  - Władysław Baranowski, polski związkowiec, samorządowiec, polityk, poseł na Sejm RP (ur. 1894)
  - Stefan Godlewski, polski pisarz, tłumacz (ur. 1894)
- 1943:
  - John Cudahy, amerykański dyplomata, pisarz (ur. 1887)
  - Reginald McKenna, brytyjski polityk (ur. 1863)
  - Iwan Mitrynga, ukraiński działacz polityczny, publicysta (ur. 1909)
- 1944 – Polegli w powstaniu warszawskim:
  - Jan Franciszek Czartoryski, polski książę, inżynier architektury, dominikanin, kapelan AK, major, męczennik, błogosławiony (ur. 1897)
  - Adam Dąbrowski, polski podporucznik, żołnierz AK, cichociemny (ur. 1921)
  - Bolesław Gorczyński, polski dramatopisarz, publicysta, tłumacz, dyrektor teatrów (ur. 1880)
  - Wacław Kuliszewski, polski major, żołnierz AK (ur. 1900)
  - Edward Sobeski, polski rotmistrz, żołnierz AK (ur. 1912)
- 1944:
  - Paweł Janeczko, polski kapitan pilot, żołnierz AK (ur. 1895)
  - Lefter Kosova, albański polityk (ur. 1907)
  - Clarence Perry, amerykański urbanista, socjolog (ur. 1872)
- 1945:
  - László Benedek, węgierski neurolog, psychiatra, wykładowca akademicki (ur. 1887)
  - Maximilian von Herff, niemiecki generał SS (ur. 1893)
  - John S. McCain Sr., amerykański admirał (ur. 1884)
  - Ludwig Steeg, niemiecki polityk nazistowski, burmistrz Berlina (ur. 1894)
- 1947 – Magdalena Maria Epstein, polska dominikanka, pielęgniarka, Służebnica Boża pochodzenia żydowskiego (ur. 1875)
- 1948 – Ignacy Pieńkowski, polski malarz, pedagog (ur. 1877)
- 1949 – Lucien Descaves, francuski pisarz (ur. 1861)
- 1951:
  - Jefim Szczadienko, radziecki generał pułkownik (ur. 1885)
  - Joan Vollmer, amerykańska działaczka ruchu Beat Generation (ur. 1924)
- 1952:
  - Marcin Bay-Rydzewski, polski aktor (ur. 1877)
  - José Vicente de Freitas, portugalski wojskowy, polityk, premier Portugalii (ur. 1869)
- 1954 – Antoni Wawrzyniak, polski operator filmowy, sierżant AK, uczestnik powstania warszawskiego (ur. 1883)
- 1956:
  - Witold Hurewicz, polski matematyk, wykładowca akademicki (ur. 1904)
  - Michael Ventris, brytyjski architekt, lingwista pochodzenia polskiego (ur. 1922)
- 1958 – Władimir Marganija, radziecki piłkarz, bramkarz (ur. 1928)
- 1959:
  - Edmund Gwenn, brytyjski aktor (ur. 1877)
  - Kay Kendall, brytyjska aktorka (ur. 1926)
  - Tadeusz Unkiewicz, polski dziennikarz, popularyzator nauki (ur. 1906)
- 1960 – György Piller, węgierski szablista, florecista (ur. 1899)
- 1962:
  - Hanns Eisler, niemiecki kompozytor pochodzenia austriackiego (ur. 1898)
  - Emilio Esteban Infantes, hiszpański generał (ur. 1892)
  - Seiichirō Kashio, japoński tenisista (ur. 1892)
- 1963:
  - Vladimir Aïtoff, francuski rugbysta, lekarz (ur. 1879)
  - Jules Isaac, francuski historyk pochodzenia żydowskiego (ur. 1877)
- 1965 – Stanisław Głąbiński, polski duchowny katolicki
- 1966 – Hendrik Frensch Verwoerd, południowoafrykański polityk, premier RPA (ur. 1901)
- 1967 – Józef Januszkowski, polski taternik, przewodnik tatrzański, ratownik górski (ur. 1924)
- 1968:
  - Kazimierz Schmidt, polski rotmistrz obserwator (ur. 1895)
  - Leo Sexton, amerykański lekkoatleta, kulomiot (ur. 1909)
- 1969 – Arthur Friedenreich, brazylijski piłkarz pochodzenia niemieckiego (ur. 1892)
- 1970:
  - Zalman Aran, izraelski nauczyciel, działacz syjonistyczny, polityk (ur. 1899)
  - Wanda Stefania Lankajtes, polska pionierka i instruktorka pielęgniarstwa społecznego (ur. 1896)
  - Bertil Ohlson, szwedzki lekkoatleta, wieloboista (ur. 1899)
- 1971:
  - Ezequiel Padilla Peñaloza, meksykański pisarz, polityk, dyplomata (ur. 1890)
  - Konstanty Skąpski, polski pułkownik saperów (ur. 1894)
- 1972:
  - Ze’ew Friedman, izraelski sztangista (ur. 1944)
  - Ryszard de Jaxa Małachowski, polski architekt (ur. 1887)
  - Teodors Zaļkalns, łotewski rzeźbiarz (ur. 1876)
- 1973 – Kazimierz Andrzej Jaworski, polski poeta, tłumacz (ur. 1897)
- 1974:
  - Eugeniusz Brzezicki, polski psychiatra, neurolog (ur. 1890)
  - Otto Kruger, amerykański aktor pochodzenia niemieckiego (ur. 1885)
- 1976 – David Korner, francuski i rumuński działacz związkowy i trockistowski (ur. 1914)
- 1977:
  - Paul Burkhard, szwajcarski kompozytor, pianista, dyrygent (ur. 1911)
  - John Edensor Littlewood, brytyjski matematyk (ur. 1885)
  - Prenk Pervizi, albański generał (ur. 1897)
- 1978 – Adolf Dassler, niemiecki przedsiębiorca (ur. 1900)
- 1979 – Joachim Jeremias, niemiecki teolog luterański, biblista (ur. 1900)
- 1980 – Zdzisław Giżejewski, polski aktor (ur. 1926)
- 1981:
  - Christy Brown, irlandzki malarz, prozaik, poeta (ur. 1932)
  - Raszid IV ibn Humajd an-Nu’ajmi, władca emiratu Adżmanu (ur. 1902)
- 1982:
  - Zofia Fedyczkowska, polska śpiewaczka operowa, akompaniatorka (ur. 1900)
  - Jerzy Fitio, polski aktor (ur. 1907)
  - Juliusz Majerski, polski malarz (ur. 1908)
  - Mikołaj Sasinowski, polski duchowny katolicki, biskup łomżyński (ur. 1909)
- 1983 – David Gray, brytyjski dziennikarz, działacz tenisowy (ur. 1927)
- 1985:
  - Romain Mianzula, belgijski bokser pochodzenia kongijskiego (ur. 1961)
  - Cornelius Righter, amerykański rugbysta, trener (ur. 1897)
- 1986:
  - Ben McCauley, amerykański koszykarz
  - Blanche Sweet, amerykańska aktorka (ur. 1896)
  - Józef Turski, polski generał brygady (ur. 1900)
- 1988 – Stefan Themerson, polski pisarz, reżyser filmów eksperymentalnych (ur. 1910)
- 1990 – Tom Fogerty, amerykański wokalista, gitarzysta, członek zespołu Creedence Clearwater Revival (ur. 1941)
- 1991:
  - Donald Henry Gaskins, amerykański seryjny morderca (ur. 1933)
  - Adam Paszewski, polski botanik, palinolog, wykładowca akademicki (ur. 1903)
  - Benjamin A. Smith II, amerykański polityk (ur. 1916)
- 1992 – Mervyn Johns, brytyjski aktor (ur. 1899)
- 1994:
  - Nicky Hopkins, brytyjski keyboardzista, organista, muzyk sesyjny (ur. 1944)
  - Paul Xuereb, maltański polityk, prezydent Malty (ur. 1923)
- 1996:
  - Olgierd Bilewicz, polski radiolog (ur. ?)
  - Jerzy Wdowczyk, polski fizyk (ur. 1935)
- 1997 – Salvador Artigas, kataloński piłkarz, trener (ur. 1913)
- 1998 – Akira Kurosawa, japoński reżyser, scenarzysta i producent filmowy (ur. 1910)
- 1999 – Jan Gorbaty, polski pianista, pedagog (ur. ?)
- 2000:
  - Jiří Sovák, czeski aktor (ur. 1920)
  - Roger Verey, polski wioślarz (ur. 1912)
- 2001 – Carl Crack, niemiecki muzyk techno (ur. 1971)
- 2002:
  - Martin Matsbo, szwedzki biegacz narciarski (ur. 1911)
  - Janet Young, brytyjska polityk (ur. 1926)
- 2003 – Maurice Michael Otunga, kenijski duchowny katolicki, arcybiskup Nairobi, kardynał (ur. 1923)
- 2004 – Antonio Corpora, włoski malarz (ur. 1909)
- 2005 – Adam Fornal, polski aktor (ur. 1924)
- 2007:
  - Martin Čech, czeski hokeista (ur. 1976)
  - Luciano Pavarotti, włoski śpiewak operowy (tenor liryczny) (ur. 1935)
- 2008:
  - Abd al-Halim Abu Ghazala, egipski dowódca wojskowy, polityk (ur. 1930)
  - Antonio Innocenti, włoski kardynał (ur. 1915)
  - Anita Page, amerykańska aktorka (ur. 1910)
- 2009:
  - Wojciech Bruszewski, polski reżyser i operator filmowy (ur. 1947)
  - Maksymilian Małkowiak, polski hokeista na trawie (ur. 1922)
- 2010 – Krystyna Kamińska, polska prawniczka (ur. 1946)
- 2011:
  - Michael Hart, amerykański pisarz (ur. 1947)
  - Janusz Morgenstern, polski reżyser i producent filmowy (ur. 1922)
  - Damian Szojda, polski duchowny katolicki, franciszkanin, biblista (ur. 1932)
- 2012:
  - Óscar Rossi, argentyński piłkarz, trener (ur. 1930)
  - Jerzy Urbanowicz, polski matematyk, kryptolog (ur. 1951)
- 2013:
  - Ann Carol Crispin, amerykańska pisarka (ur. 1950)
  - Teodor Grzęda, polski koszykarz (ur. 1928)
  - Edward Malinowski, polski profesor weterynarii (ur. 1946)
  - Frederick Zugibe, amerykański lekarz kardiolog (ur. 1928)
- 2014:
  - Cirilo Flores, amerykański duchowny katolicki, biskup San Diego (ur. 1948)
  - Leszek Knaflewski, polski artysta współczesny (ur. 1960)
  - Kira Zworykina, rosyjska szachistka (ur. 1919)
- 2016:
  - Babiker Awadalla, sudański prawnik, polityk, premier Sudanu (ur. 1917)
  - Zbigniew Jańczuk, polski stomatolog (ur. 1924)
  - Tadeusz Kostia, polski konstruktor szybowcowy (ur. 1919)
  - Małgorzata Malinowska, polska artystka współczesna (ur. 1959)
  - Jerzy Padewski, polski żużlowiec (ur. 1938)
  - Andrzej Szymczak, polski piłkarz ręczny, bramkarz (ur. 1948)
- 2017:
  - Carlo Caffarra, włoski duchowny katolicki, arcybiskup Ferrary i Bolonii, kardynał (ur. 1938)
  - Janusz Durko, polski historyk, archiwista, muzeolog (ur. 1915)
  - Nicolae Lupescu, rumuński piłkarz (ur. 1940)
  - Jim McDaniels, amerykański koszykarz (ur. 1948)
  - Kate Millett, amerykańska filozofka feministyczna (ur. 1934)
  - Lotfi Zadeh, azerski automatyk, logik (ur. 1921)
- 2018:
  - Zbigniew Bela, polski pisarz (ur. 1949)
  - Michel Bonnevie, francuski koszykarz (ur. 1921)
  - Wiesław Olszak, polski inżynier, profesor nauk technicznych (ur. 1925)
  - Burt Reynolds, amerykański aktor, reżyser, scenarzysta i producent filmowy (ur. 1936)
  - Claudio Scimone, włoski dyrygent, kompozytor (ur. 1934)
- 2019 – Robert Mugabe, zimbabweński polityk, premier i prezydent Zimbabwe (ur. 1924)
- 2020:
  - Siergiej Bielajew, kazachski strzelec sportowy (ur. 1960)
  - Lou Brock, amerykański baseballista (ur. 1939)
  - Paul Chittilapilly, indyjski duchowny syromalabarski, biskup Thamarasserry (ur. 1934)
  - Kevin Dobson, amerykański aktor (ur. 1943)
- 2021:
  - Jean-Pierre Adams, francuski piłkarz (ur. 1948)
  - Claude-Joseph Azéma, francuski duchowny katolicki, biskup pomocniczy Montpellier (ur. 1943)
  - Adam Baumann, polski aktor (ur. 1948)
  - Jean-Paul Belmondo, francuski aktor (ur. 1933)
  - Nino Castelnuovo, włoski aktor (ur. 1936)
  - Tomasz Knapik, polski lektor (ur. 1943)
  - Michael K. Williams, amerykański aktor (ur. 1966)
  - Severian Yakymyshyn, kanadyjski duchowny Kościoła katolickiego obrządku bizantyjsko-ukraińskiego, bazylianin, eparcha New Westminster (ur. 1930)
- 2022:
  - Ligia Borowczyk, polska aktorka (ur. 1932)
  - Just Jaeckin, francuski reżyser, scenarzysta i producent filmowy (ur. 1940)
  - Kazimierz Mazur, polski aktor (ur. 1948)
  - Philippe Ranaivomanana, madagaskarski duchowny katolicki, biskup Ihosy i Antsirabé (ur. 1949)
  - Peter Straub, amerykański pisarz (ur. 1943)
  - Herman (Swaiko), amerykański duchowny prawosławny, metropolita całej Ameryki i Kanady (ur. 1932)
- 2023:
  - Zdzisław Filus, polski elektronik, wykładowca akademicki (ur. 1953)
  - Giuliano Montaldo, włoski aktor, reżyser i scenarzysta filmowy (ur. 1930)
  - Beniamin (Zaricki), rosyjski biskup prawosławny (ur. 1953)
- 2024:
  - Lorenzo Ceresoli, włoski duchowny katolicki, biskup wikariusz apostolski Awasy (ur. 1931)
  - Paul Goldsmith, amerykański kierowca wyścigowy (ur. 1925)
  - Zbigniew Madej, polski ekonomista, polityk, wicepremier (ur. 1932)
  - Sérgio Mendes, brazylijski muzyk, kompozytor (ur. 1941)
  - Pim de la Parra, surinamski reżyser filmowy (ur. 1940)
  - Jerzy Pogonowski, polski matematyk, językoznawca, logik, profesor nauk humanistycznych (ur. 1951)
  - Alan Rees, brytyjski kierowca wyścigowy (ur. 1938)
  - Zbigniew Sulatycki, polski inżynier, kapitan żeglugi wielkiej, publicysta (ur. 1933)
  - Robert Witke, polski skoczek narciarski (ur. 1967)
  - Bent Wolmar, duński piłkarz (ur. 1937)
  - Ron Yeats, szkocki piłkarz, trener (ur. 1937)
  - Mirosław Żywczyk, polski zapaśnik (ur. 1935)